# The System Has Failed
The System Has Failed er det tiende studiealbum fra det amerikanske thrash metal-band Megadeth. Det er det første album som blev udgivet efter gendannelsen af bandet i maj 2004.

## Spor
1. "Blackmail The Universe" – 04:33
2. "Die Dead Enough" – 4:18
3. "Kick The Chair" – 3:57
4. "The Scorpion" – 5:59
5. "Tears In A Vial" – 5:22
6. "I Know Jack" – 0:40
7. "Back In The Day" – 3:28
8. "Something That I'm Not" – 5:07
9. "Truth Be Told" – 5:40
10. "Of Mice And Men" – 4:05
11. "Shadow Of Deth" – 2:15
12. "My Kingdom" – 3:04